# الآشوريون والسريان والكلدان في سوريا
الآشوريون والسريان والكلدان السوريون أو الآشوريون والسريان والكلدان في سوريا (بالسريانية: ܐܬܘܪܝܐ ܕܣܘܪܝܐ)‏ هم السوريون أتباع العرقيّة الآشوريّة والذين ينتمون للمسيحية السريانية. يشكل الآشوريون حوالي ثلث مسيحيي سوريا و80٪ من إجمالي سكان البلاد هم بلاصل سريان تم تعريبهم ونفي بعضهم خارج البلاد ، وتنتمي غالبيتهم لأربع كنائس مختلفة هي الكنيسة السريانية الأرثوذكسية، الكنيسة السريانية الكاثوليكية، كنيسة المشرق الآشورية والكنيسة الكلدانية الكاثوليكية. يتركز الآشوريون بشكل أساسي في شمال شرق سوريا في منطقة الجزيرة السورية، خصوصاً في مدن وبلدات الحسكة، القامشلي، رأس العين، المالكية، عامودا وتل تمر. كما يتواجد بعضهم أيضاً في المدن الكبرى مثل حمص وحلب ودمشق.

## التاريخ

### التاريخ القديم
خلال عهود الإمبراطورية الآشورية القديمة (2000–1750 قبل الميلاد)، الإمبراطورية الآشورية الوسطى (1365-1020 قبل الميلاد) والإمبراطورية الآشورية الحديثة (911-599 قبل الميلاد) كان جزء كبير من أراضي سوريا الطبيعية، بما في ذلك كامل الدولة السورية الحديثة، تحت الحكم الآشوري، مع تحول الجزء الشمالي الشرقي من سوريا إلى جزء لا يتجزأ من بلاد آشور خلال الألفية الثانية قبل الميلاد. حيث يعود وجود الآشوريين الذين يتحدثون اللغة الأكدية ولاحقًا الآرامية الشرقية في الجزء الشمالي الشرقي من الدولة السورية الحديثة إلى أكثر من 4000 عامًا، حيث عاشوا في الأصل جنبًا إلى جنب مع مجموعة متنوعة من الشعوب الأخرى مثل الحيثيين والحوريين والأموريين على مر العصور. يمكن رؤية آثار الحقبة الطويلة من الاستيطان الآشوري في العديد من المواقع الأثرية في جميع أنحاء المنطقة. وشملت المدن الآشورية الهامة في المنطقة في العصور القديمة؛ تل برسيب، كركميش، تل حلف، تل ليلان ودور كاتليمو.
كان شمال شرق سوريا جزءًا من آشور الأخمينية (آثورا) بين عامي 546 و 332 قبل الميلاد، ثم من سوريا السلوقية (312-150 قبل الميلاد)، في الوقت الذي بدأ فيه استخدام اسم سوريا كتحريف لتسمية آشور، وأصبحت تسمية سوريا تُطبّق على منطقة عرفت منذ فترة طويلة بالاسم آرامي عابر-ناري، تشمل ما أصبح يُعرف ببلاد الشام. خلال فترة الإمبراطورية الفرثية (150 ق.م - 224م) والإمبراطورية الساسانية (224-650م) (عندما أُعيدت تسمية الأرض أشورستان)، نشأ عدد من الممالك الآشورية الجديدة، وأصبحت أجزاء من شمال شرق سوريا جزءًا من مملكة الرها حتى منتصف القرن الثالث الميلادي. انتشرت المسيحية بين الآشوريين في وقت مبكر من القرن الأول الميلادي، وأصبحت منطقة آثورا منشأً للطقوس المسيحية والأدب السرياني، مع تأسيس كنيسة المشرق الآشورية والكنيسة السريانية الأرثوذكسية في المنطقة.
بعد الغزو العربي الإسلامي في منتصف القرن السابع، تم حل بلاد آشور ككيان سياسي وحغرافي، وشهدت المنطقة تدريجيًا تدفق المسلمين العرب، والأتراك والفرس. ومع ذلك، غالبًا ما ثَبُتَ أن الاستيطان في المناطق الشمالية الشرقية غير مستدام على المدى الطويل، ممّا أدى إلى موجات عديدة من الهجرة الجماعية. وبالإضافة إلى مواجهة العوامل المزعزعة للاستقرار مثل التغيرات المناخية، كانت المنطقة أيضًا عرضة للهجوم من قبل الغزوات المغولية والتيمورية ممّا أدى إلى ترك عدد قليل من السكان الدائمين. في القرون التالية، تنقّل عدد من القبائل العربية والكردية والبدو في المنطقة مع ماشيتهم حتى القرن العشرين، عندما أُجبر معظمهم على الاستقرار بسبب السياسات الحكومية.
عندما قامت الحكومة التركية بالتطهير العرقي ضد السكان المسيحيين في تركيا الحديثة، كانت القبائل الكردية مسؤولة عن معظم الفظائع التي ارتُكبت ضد الآشوريين. في بداية القرن العشرين، تعاون قسم من الأكراد مع السلطات العثمانية في المذابح ضد الأرمن والآشوريين المسيحيين في بلاد ما بين النهرين العليا. نزح العديد من الآشوريين من منطقة هكاري شرق الأناضول إلى سوريا واستقروا فيها بعد أن طُردوا من قبل الأتراك العثمانيين. خلال ثلاثينيات وأربعينيات القرن العشرين، أُعيد توطين العديد من السكان الآشوريين في القرى الواقعة شمال شرق سوريا، مثل تل تمر، القحطانية، الدرباسية، المالكية، القامشلي وعدد قليل من البلدات الصغيرة الأخرى في الجزيرة السورية.

### التاريخ الحديث

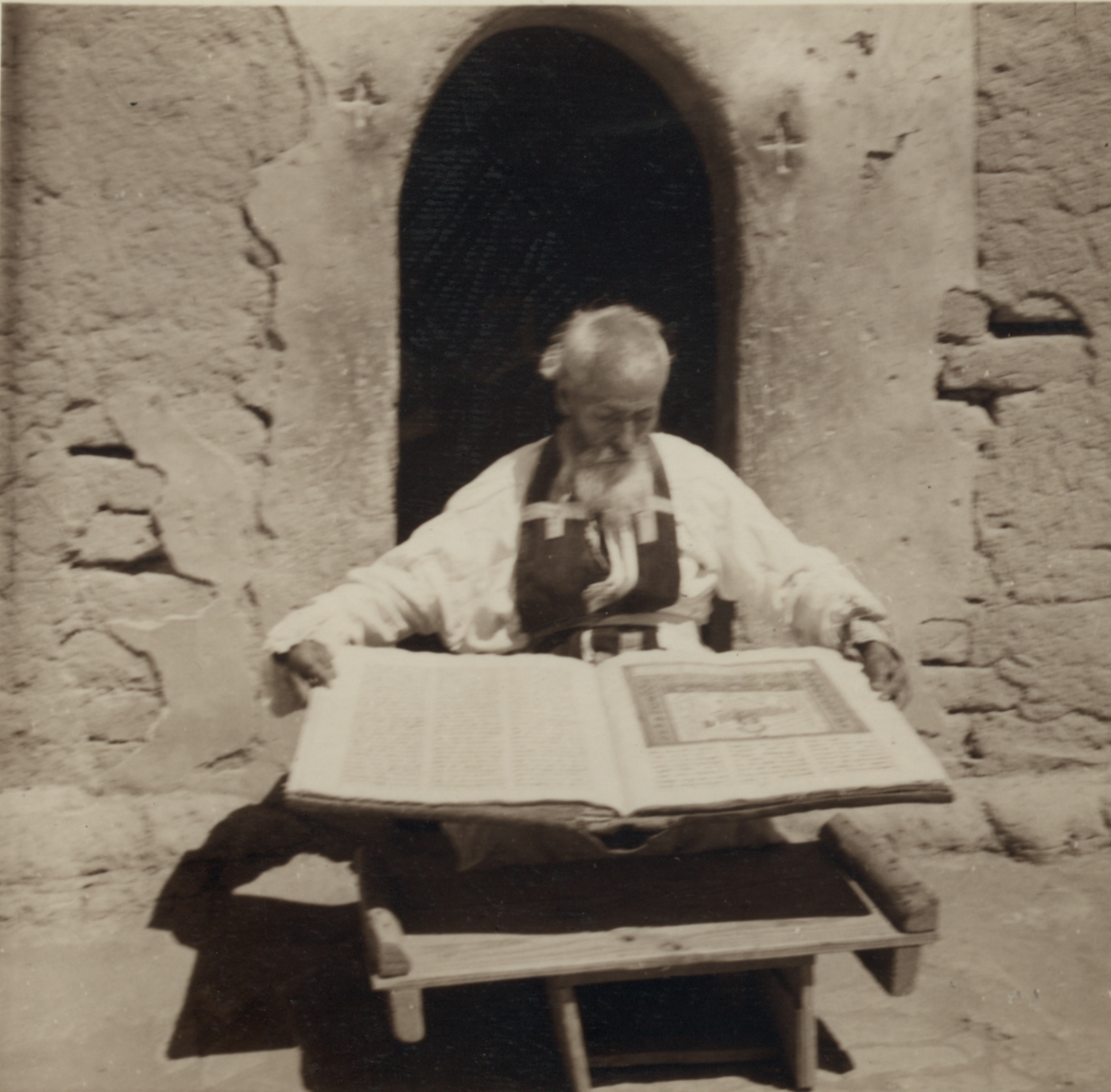
كاهن آشوري مع مخطوطة لمنطقة وادي الخابور، 1939

يعود معظم السكان الآشوريين الحاليين في الجزيرة السورية إلى فترة الانتداب الفرنسي على سوريا، عندما ساعدت السلطات على استقرار اللاجئين من مناطق شرق الأناضول (مثل طور عبدين)، الذين نجَوا من مذابح سيفو والإبادة الجماعية للأرمن، كجزء من جهود تعزيز التنمية الاقتصادية. نظرًا للمعاملة التفضيلية على أساس دينهم المسيحي قبل الفرنسيين، شكلوا قريبًا معظم النخبة الحضرية الجديدة في المنطقة. بدأ الآشوريون بالتدفق مرة ثانية للاستقرار على طول نهر الخابور في عام 1933 بعد أن أجبرتهم مذابح الآشوريين في العراق المستقل حديثًا (مثل مذبحة سميل) على الرحيل. كان هؤلاء لاجئين مرتين - إذ لجؤوا بدايةً من مرتفعات هكاري إلى العراق هربًا من مذابح سيفو.

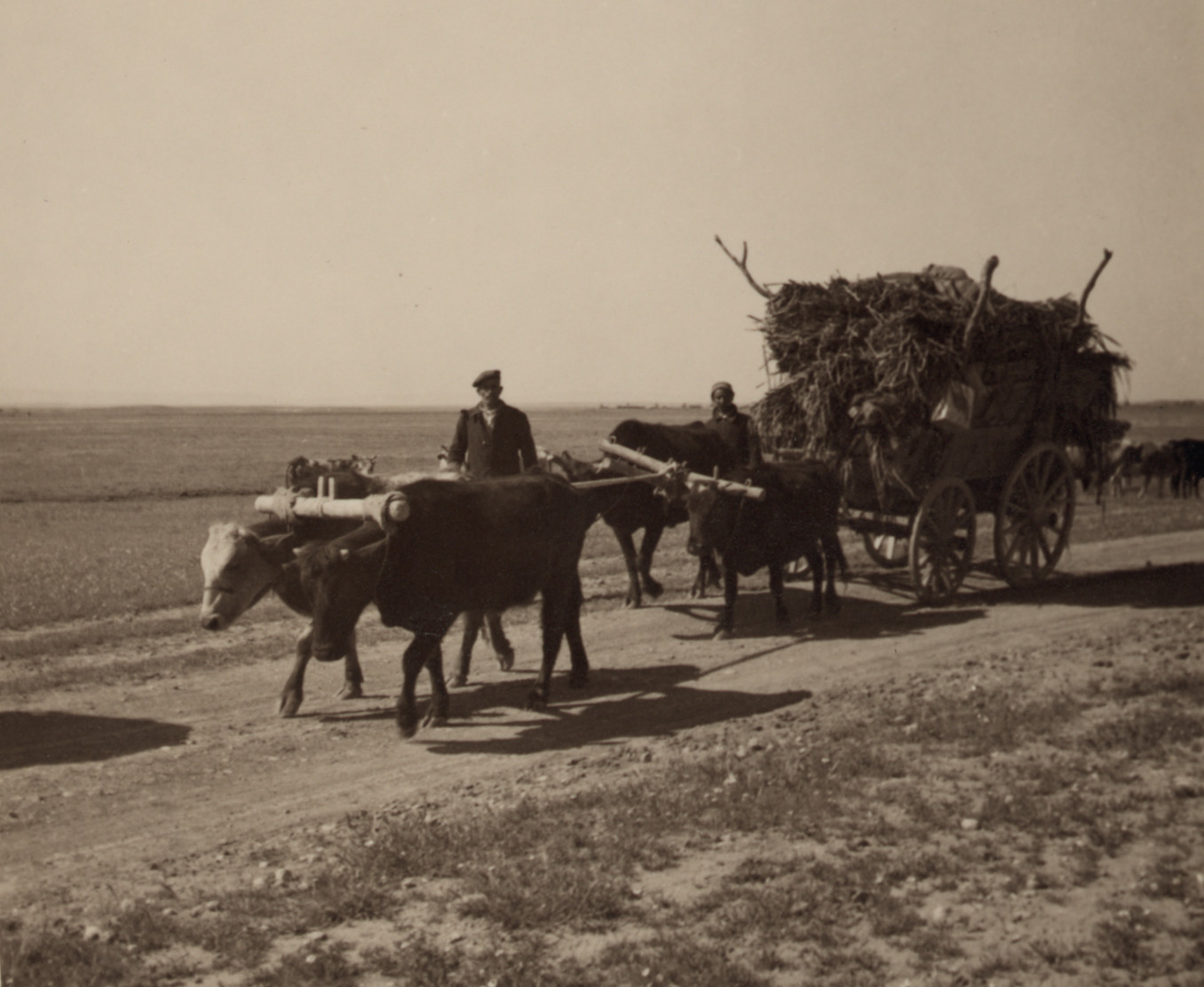
اللاجئون الآشوريون يسافرون إلى وادي الخابور بعد هروبهم من مذبحة سيميل

في عام 1936، قامت مجموعة من القادة الدينيين والسياسيين من الآشوريين والأرمن والأكراد، مع عدد قليل من القبائل العربية أيضًا، بالضغط على السلطات الفرنسية لإعطاء وضع مستقل لمقاطعة الجزيرة السورية بسبب التنوع العرقي فيها، على غرار دولة جبل العلويين ودولة جبل الدروز. تميز العمل من أجل الحكم الذاتي بالصراعات الأهلية والعنف بين مكونات المحافظة، والعداء الغاضب من جانب القوميين العرب المتشدّدين الذين نظروا إلى استقرار الآشوريين والأرمن في البلاد على أنه نتاج الاستعمار الفرنسي، إذ زاد غضبهم من وصول المزيد من اللاجئين الآشوريين إلى الخابور، وحشدوا الدعم من العديد من القبائل العربية والكردية لمواجهة الحكم الذاتي. قام الفرنسيون بشن حملة قمعية قسرية على كلا الجانبين بعد أن أصبحوا أكثر عنفاً، وسرعان ما فشلت حركة الحكم الذاتي. في وقت لاحق، في عام 1957، تم إنشاء المنظمة الآثورية الديمقراطية في سوريا من قبل مثقفي وسط اليسار.
على الرغم من قيام الحكومة البعثية السورية بتصنيف الآشوريين رسمياً وبشكل غير صحيح كـ «عرب»، إلا أن الآشوريين هم مجموعة عرقية مميزة لها تاريخ في المنطقة يعود إلى القرن الخامس والعشرين قبل الميلاد، لكنها تشترك مع العرب في الجذور السامية، ولها لغة تميّزها هي اللغة السريانية. الآشوريون المعاصرون هم مواطنون في شمال العراق وجنوب شرق تركيا وشمال غرب إيران وشمال شرق سوريا بالإضافة لأعداد كبيرة في المهجر.
هناك أكثر من 30 قرية آشورية في وادي نهر الخابور في سوريا. وهي فقًا لتقرير عام 1994: تل الطويل، تل أم راف، تل أم كف، تل كيفجي، تل جمعة، تل تمر، تل نصري، تل جمران، تل حفيان، تل طلعة، تل مغاس، تل ماس، أبو تين، تل غوران، فويضات، دمشيج، قبر شامي، تل بلوط، تل باز، تل رومان السفلى، تل رومان، الخريطة، تل شام، تل ورديات، المخدة، تال، تل صقرا، البريج، أربوش وتل هرمز. لقد واجه السكان الآشوريين ضغوطًا اقتصادية شديدة على مر السنين، على الرغم من امتلاكهم لأراضيهم المروية، وقد هاجر بعضهم إلى الولايات المتحدة، حيث يوجد مجتمع آشوري كبير.

### الحرب الأهلية السورية
تأثّر الآشوريين كحال جمبع المسيحيين السوريين بالحرب الأهلية السورية وعانَوا من الاضطهاد من قبل الجماعات الإسلامية المتطرفة، وقد تحالفت بعض القيادات الآشورية عسكريًا مع الحكومة السورية، والبعض الآخر مع قوات سوريا الديمقراطية التي يقودها الأكراد.

#### الميليشيات الآشورية
مع بداية الحرب الأهلية السورية، شكل الآشوريون العديد من القوات العسكرية من أجل حماية مجتمعاتهم. وتتراوح هذه القوات من مجموعات عسكرية منظّمة إلى وحدات الشرطة المتمركزة في محافظة الحسكة.

##### قوة حماية غوزارتو
قوة حماية غوزارتو، أو سوتورو، هي قوّة مشاة خفيفة تشكلت في عام 2012 ومتحالفة مع الحكومة السورية. تتكون الميليشيا بشكل رئيسي من الآشوريين، مع عدد قليل من الأرمن. اشتبكت هذه القوات بشكل أساسي مع تنظيم الدولة الإسلامية (داعش)، كما شاركت أيضًا في اشتباكات القوات الحكرمية مع القوات الكردية المتمركزة في محافظة الحسكة.

##### المجلس العسكري السرياني
المجلس العسكري السرياني هو ميليشيا مسلحة تشكّل الجناح السياسي لحزب الاتحاد السرياني وتعدّ جزءًا من قوات سوريا الديمقراطية. شاركت قوات المجلس في العديد من الهجمات ضد داعش إلى جانب وحدات حماية الشعب الكردية، وكذلك في اشتبكات مسلحة في العراق (نينوى وسنجار). تعتبر قوات حماية نساء بيث نهرين قوّات نسائية رديفة للمجلس العسكري وشاركت بعمليات عديدة ضد تنظيم داعش في شمال شرق سوريا.

##### سوتورو
قوات السوتورو هي جناح الشرطة في المجلس العسكري السرياني، وقد نشطت في سوريا منذ عام 2012. يراقب سوتورو المجتمعات الآشورية في شمال شرق سوريا، بالإضافة إلى العمل بالتنسيق مع قوات الأسايش الكردية لحماية المنطقة.

##### حراس الخابور
يتبع للحزب الديمقراطي الآشوري قوّتين مسلّحتين هما حرس الخابور والناطورة، تنشطان في وادي الخابور بشكل أساسي. تأسست قوات حراس الخابور عام 2012، وشاركوا في عدّة حملات لقوات سوريا الديمقراطية، وفي عام 2019، اندمجوا مع المجلس العسكري السرياني لتشكيل المجلس العسكري السرياني الآشوري.

#### الاضطهاد من قبل داعش
أثّرت الحرب الأهلية السورية كثيرًا على الآشوريين في سوريا بشكل سلبي. اعتبارًا من نوفمبر 2014، وبسبب احتلال تنظيم الدولة الإسلامية (داعش) لمناطق واسعة من منطقة الجزيرة، بقيت 23 عائلة فقط من الآشوريين والأرمن في مدينة الرقة. وبحسب ما ورد أحرق مقاتلو داعش الأناجيل المسيحية والكتب المقدسة.
كانت القرى الآشورية في وادي الخابور مسرحًا للمعارك المتتالية بين القوات الكردية والسريانية من جهة، وتنظيم الدولة الإسلامية من جهة أخرى. وقد اجتاح مقاتلو التنظيم القرى، وقاموا بتدميرها ونهبها واختطاف المئات من السكان المسيحيين، كما قاموا بهدم عشرات الكنائس، مما أدى لنزوح معظم سكانها الذين قُدّروا بـ 10000 آشوريّ.
في 2015 تعرضت بلدة تل تمر في محافظة الحسكة لتفجيرات انتحارية تبنّاها تنظيم داعش أدت لمقتل 60 مدنيًا آشوريًا وإصابة الكثيرين.

##### خطف المدنيين
في 23 فبراير 2015، اختطف تنظيم الدولة الإسلامية 232 من السكان الآشوريين في القرى القريبة من تل تمر في وادي الخابور. كان من بينهم 51 طفلاً و 84 امرأة. طالب مسلّحو التنظيم بـ 22 مليون دولار (أو ما يقرب من 100000 دولار للشخص الواحد) لإطلاق سراحهم. في 8 أكتوبر، نشر داعش مقطع فيديو يظهر إعدام ثلاثة من المختطفين. في أوائل عام 2016، حرر داعش 42 رهينة متبقية مقابل فدية غير معلنة بوساطة كنيسة المشرق الآشورية.

##### تفجيرات حي الوسطى
في 30 ديسمبر 2015، قُتل 16 شخصًا وأصيب 30 عندما وقعت ثلاثة انفجارات في مطاعم في حي الوسطى الآشوري في مدينة القامشلي. وقالت وكالة أعماق المرتبطة بتنظيم داعش إن الجماعة نفذت التفجيرات. دفع هذا قوات حماية غوزارتو إلى إقامة نقاط تفتيش في المنطقة باسم الحكومة السورية التي تدعمها، بعد فشل الميليشيات الآشورية التابعة للقوات الكردية في ضمان سلامة سكان الحي.

#### الإدارة الذاتية لشمال وشرق سوريا

علم غير رسمي للآشوريين في منطقة الجزيرة يستخدمه المجلس العسكري السرياني

أدى انخفاض القمع السياسي بعد انسحاب الحكومة وإدراج الحركات السياسية والعسكرية الآشورية في نظام الإدارة الذاتية لشمال وشرق سوريا، إلى اندماج أكبر للآشوريين في حكم المنطقة. أصبح حزب الاتحاد السرياني، الملتزم بالأيديولوجية العلمانية اليسارية، جزءًا من ائتلاف حركة المجتمع الديمقراطي الحاكمة.
في حين كانت اللغة السريانية لغة رسمية في منطقة الجزيرة منذ البداية، في أغسطس 2016، بدأ المجتمع الآشوري في القامشلي بتأهيل المعلمين من أجل تدريس اللغة السريانية في المدارس. وبدأ ذلك في العام الدراسي 2016/2017. تقول لجنة التعليم في المنطقة «لقد حلت ثلاثة مناهج دراسية محل القديمة، لتشمل التدريس بثلاث لغات: الكردية والعربية والسريانية».
ومع ذلك، فقد اتُهمت الإدارة الذاتية بإغلاق 14 مدرسة آشورية رفضت الالتزام بالمنهج الذي أنتجته الحكومة المحلية التي يقودها الأكراد. رفض العديد من الآشوريين المنهج الجديد، قائلين إن المنهج غير معترف به أو معتمد في أي مكان آخر، في حين أن المنهج الذي تصدره الحكومة السورية هو الذي يجب تدريسه واعتماده. هناك أيضا معارضة من بعض القادة الآشوريين ضد المناهج التي أنتجتها الإدارة، والتي يقولون أنها تسعى لفرض منهج قومي كردي في المنطقة.
في نوفمبر 2015، أصدرت ستّ عشرة منظمة مدنيّة وكنسيّة آشورية وأرمينية بيانًا مشتركًا للاحتجاج على مصادرة القيادة الكردية للممتلكات الخاصة. ويتهم البيان حزب الاتحاد الديمقراطي بانتهاكات حقوق الإنسان ومصادرة الممتلكات الخاصة والتجنيد العسكري غير القانوني والتدخل في مناهج المدارس الكنسية.

## الحياة السياسية

### الأحزاب الآشورية

#### المنظمة الديمقراطية الآشورية

شعار المنظمة الآثورية الديمقراطية

تأسست المنظمة الآثورية الديمقراطية في عام 1957 وهي أقدم حزب سياسي آشوري في سوريا، واكتسبت موطئ قدم بين الشباب الآشوري الغربي.  اعتقلت الحكومة السورية كبرئيل موشي كورية الزعيم الحالي للحزب، وسُجن لمدة عامين، حتى إطلاق سراحه في يونيو 2016.

### الحزب الديمقراطي الآشوري
تأسس الحزب الآشوري الديمقراطي في عام 1978 كمجموعة آشورية شرقية انشقّت عن المنظمة الآثورية الديمقراطية (الغربية)، حيث انفصلت بسبب الاختلافات الملحوظة عن الآشوريين الغربيين. يقع مقر الحزب في القامشلي وقد انحاز بشكل عام إلى جانب حكومة الأسد على نقيض المنظمة الآثورية.

### حزب الاتحاد السرياني
حزب الاتحاد السرياني، هو حزب سياسي علماني آشوري أُسس في عام 2005. لقد تحالف الحزب مع حزب الاتحاد الديمقراطي الكردي، ويُعارض الحكومة السورية.

## الدين
ينتمي الآشوريون في سوريا لكنائس عديدة بعضها شرقي والآخر غربي، مثل الكنيسة السريانية الأرثوذكسية، الكنيسة السريانية الكاثوليكية، الكنيسة الكلدانية الكاثوليكية وكنيسة المشرق.

### الآشوريون ارثوذكس

#### الكنيسة السريانية الأرثوذكسية

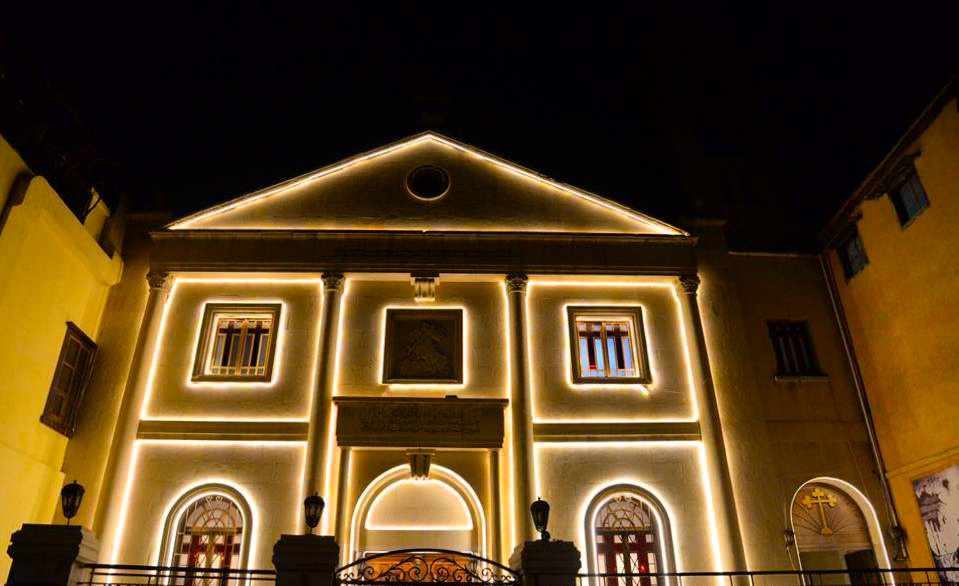
كاتدرائية القديس جورج، دمشق، مقر بطريركية أنطاكية للسريان الأرثوذكس

يقع المقر البطريركي للكنيسة السريانية الأرثوذكسية في دمشق منذ عام 1959. ويرأس الكنيسة السريانية الأرثوذكسية البطريرك إغناطيوس أفرام الثاني منذ العام 2014.
في منتصف السبعينيات، قُدّر أن 82000 سرياني أرثوذكسي يعيشون في سوريا.

### الآشوريون الكاثوليك

#### الكنيسة الكلدانية الكاثوليكية

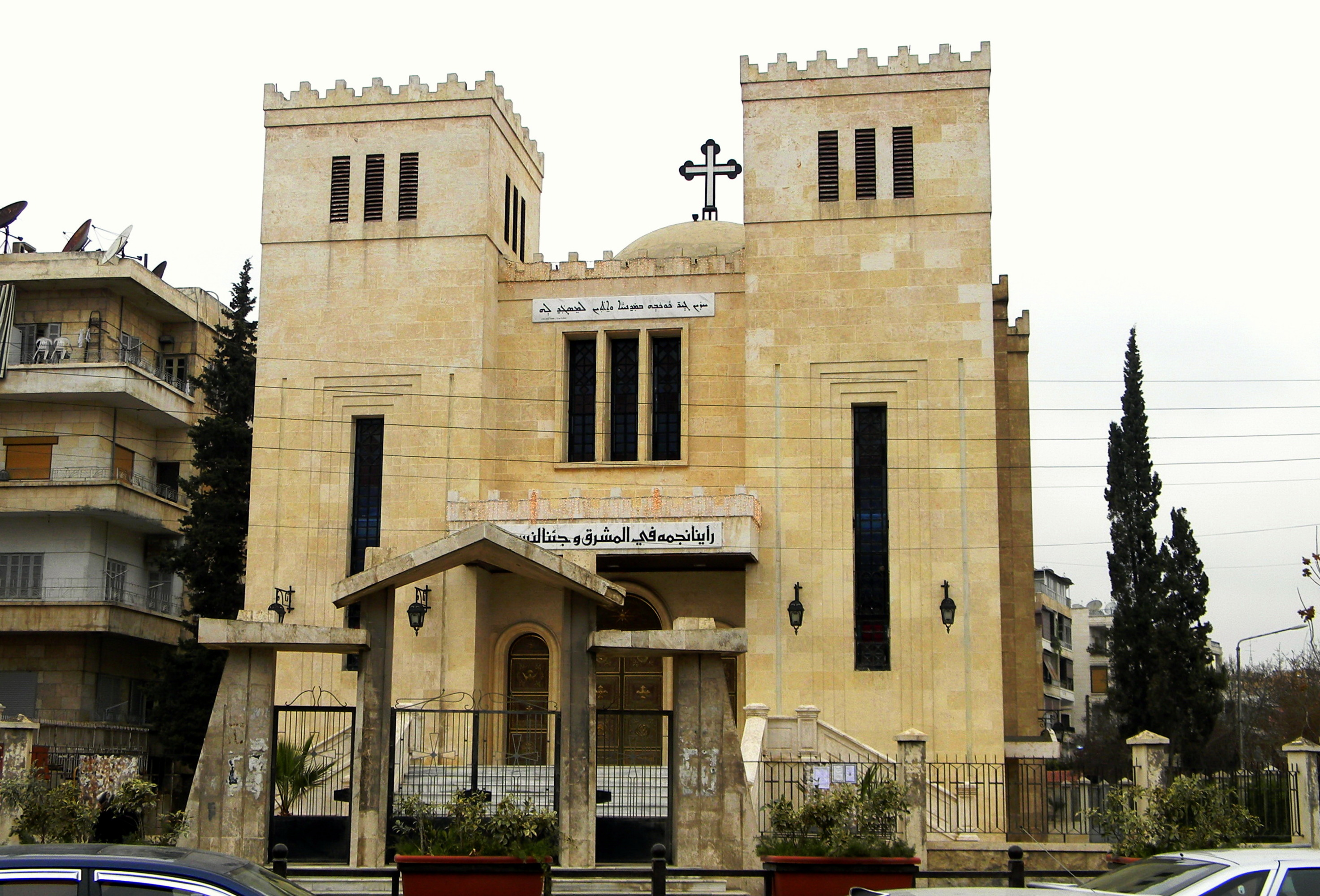
الكاتدرائية الكلدانية الكاثوليكية للقديس يوسف بحلب

يعود وجود الكنيسة الكلدانية الكاثوليكية إلى القرن السادس عشر عندما هاجر الآشوريون من ديار بكر إلى حلب.
تأسست أبرشية حلب الكلدانية الكاثوليكية في عهد أسقف حلب مار أنطوني أودو عام 1957 وهي مقسمة إلى 14 أبرشية.

#### الكنيسة السريانية الكاثوليكية
يقع مقر الكنيسة السريانية الكاثوليكية في بيروت بلبنان، يرأسها البطريرك إغناطيوس يوسف الثالث يونان وتوجد لها أربع أبرشيات في سوريا:
- مطرانية دمشق السريانية الكاثوليكية
- مطرانية حمص السريانية الكاثوليكية
- مطرانية حلب السريانية الكاثوليكية
- مطرانية الحسكة السريانية الكاثوليكية

### كنيسة المشرق
كنيسة المشرق الآشورية لديها أبرشية واحدة تغطّي سوريا كلها. تقع الكنائس بشكل رئيسي في محافظة الحسكة، وكذلك في دمشق وحلب. ويقود الكنيسة مار أبرم اثنيئيل، أسقف سوريا.

## الثقافة

### اللغة
يتحدث الآشوريون تقليديًا لهجتين للّغة السريانية؛ شرقية وغربية. ولا تزال اللغة السريانية حية في سوريا، خصوصًا في المحافظات الشمالية كحلب والحسكة، بحيث تنتشر اللهجة الشرقية بين أبناء كنيسة المشرق الآشورية والكنيسة الكلدانية في حين تنتشر اللهجة الغربية بين أبناء الكنيسة السريانية الأرثوذكسية والكنيسة السريانية الكاثوليكية. يوجد أيضًا من يتحدث لهجة سريانية غريبة وأقرب إلى الآرامية التي تحدثها يسوع في منطقة معلولا شمال دمشق وثلاث قرى مجاورة ويبلغ عددهم حوالي 18,000 نسمة، وتسمى هذه اللهجة التي تستعمل الأبجدية السريانية باسم «اللهجة الآرامية السريانية». أسست الحكومة السورية معهدًا لتعليم اللغتين الآرامية والسريانية في معلولا، كذلك تُعلّم الطوائف المسيحية السريانية اللغة للإكليروس والمواطنين كلغة طقسية.

### التقاليد
يحتفل الآشوريون بأعياد دينية مثل عيد الفصح وعيد الميلاد، بالإضافة إلى أعياد القديسين المخلّدين في كنائسهم.
يحتفل جميع الآشوريين بالعام الآشوري الجديد (خا بنيسان)، في 1 أبريل من كل عام. تم حظر احتفالات رأس السنة الآشورية في سوريا منذ فترة طويلة.

### الموسيقا
برزَ العديد من الموسيقيين الآشورين، سواء من متحدثي اللهجة الشرقية أو الغربية. الموسيقيون الشرقيون الآشوريون المشهورون هم جوليانا جندو، أدور موسى وجورج هومه. أما الموسيقيون الغربيون الآشوريون البارزون فهُم حبيب موسى، إلياس كرم وجان كارات. كما أن هناك اثنين من الملحنين الآشوريين المشهورين هما كبرئيل أسعد ونوري اسكندر.